# Bill W.

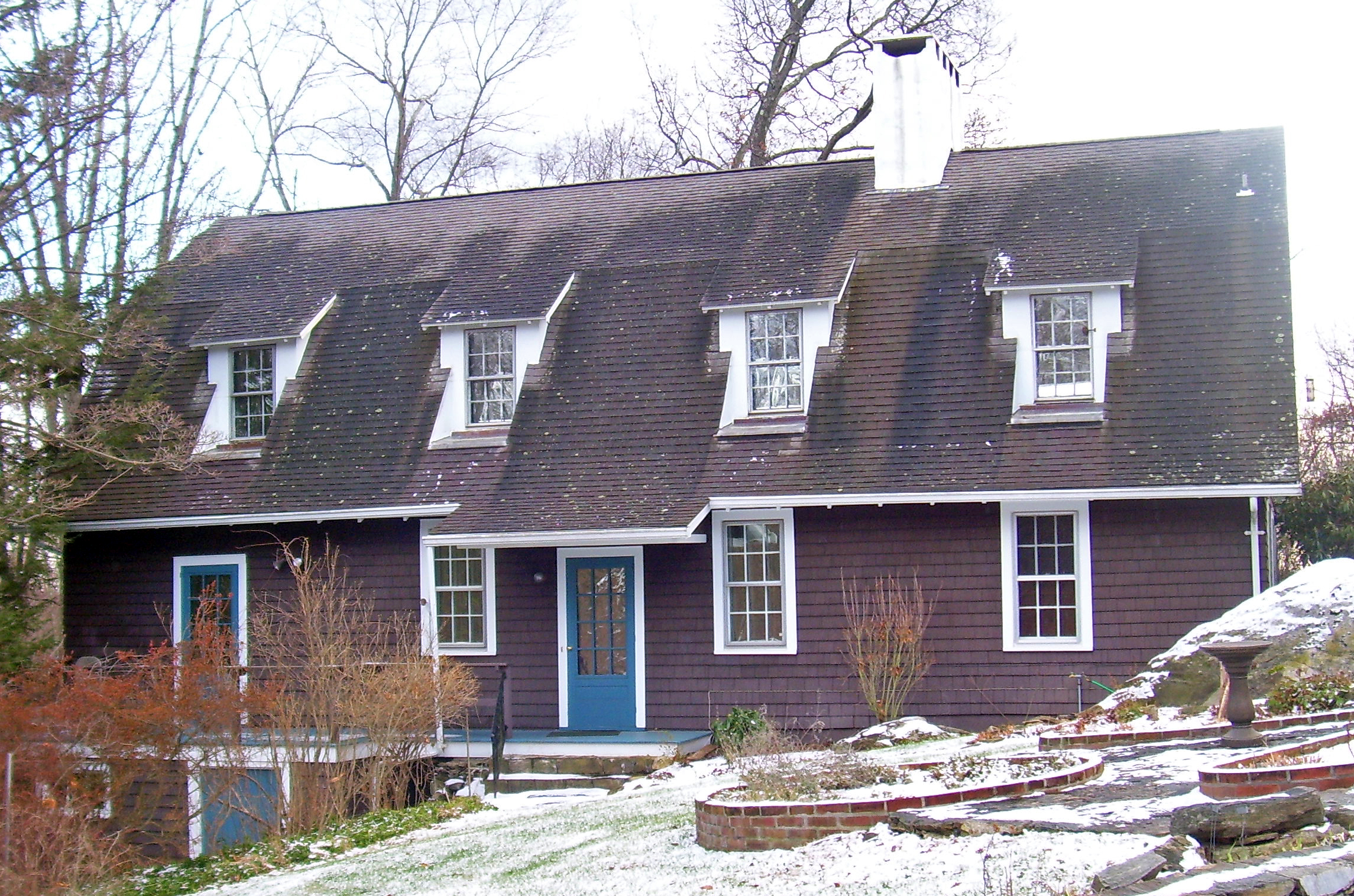
"Stepping Stones" en Katonah, estado de Nueva York, casa de Bill Wilson y su esposa Lois, hoy museo

William Griffith Wilson

William Griffith Wilson (Dorset, Vermont; 26 de noviembre de 1895 - Miami, Florida; 24 de enero de 1971), también conocido como Bill Wilson o Bill W., fue el fundador de la asociación Alcohólicos Anónimos junto con el Dr. Robert Smith (el Doctor Bob), una comunidad de personas que, en grupos de ayuda mutua, se recuperan de su problema común: el alcoholismo.
Bill alcanzó la sobriedad el 11 de diciembre de 1934 y la mantuvo durante más de 36 años. Sin embargo, este éxito no fue ajeno a dificultades o episodios de conducta compulsiva o depresión. En sus últimos años experimentó con otras posibles curas para el alcoholismo: el LSD, la niacina o vitamina B3 y la parapsicología para inducir un cambio espiritual. Bill murió de enfisema complicado por neumonía en 1971. Su mujer, Lois Wilson (Lois W.), fue la fundadora de Al-Anon, un grupo dedicado al auxilio de los amigos y familiares de alcohólicos. En 1999 Time Magazine incluyó a Bill entre los veinte primeros de la lista "Time 100: Héroes e iconos que ejemplifican coraje, autodominio, exuberancia, habilidad sobrehumana y gracia maravillosa" en el siglo XX.

## Biografía
Wilson nació el 26 de noviembre de 1895, en Dorset, Vermont, hijo de Emily (de soltera Griffith) y Gilman Barrows Wilson. Creció en el hogar y negocio de sus padres, el Monte Aeolus Inn and Tavern. Su abuelo paterno, William C. Wilson, fue un alcohólico que nunca volvió a beber después de una experiencia de conversión. Los padres de Wilson lo abandonaron: su padre nunca regresó de un viaje de negocios y su madre fue a estudiar medicina osteopática. Bill y su hermana quedaron al cuidado de sus abuelos maternos, Fayette y Ella Griffith. De adolescente, Wilson mostró determinación, por ejemplo, al pasar meses diseñando y tallando un boomerang. Después de dificultades iniciales, Wilson se convirtió en el capitán del equipo de fútbol de su escuela y el violinista principal de la orquesta. Wilson también sufrió una grave depresión a la edad de diecisiete años después de la muerte de su primer amor, Bertha Bamford, por complicaciones en una cirugía.
El casamiento de Wilson con Lois Burnham fue en 1918, al regresar de la Primera Guerra Mundial, y se mantuvo hasta su fallecimiento a los setenta y cinco años de edad. La guerra significó el inicio de su adicción a la bebida. Comenzó a trabajar en la bolsa de comercio de Wall Street, logrando un éxito económico a la par que su alcoholismo le marginaba socialmente. La crisis de 1929 le significó grandes pérdidas económicas y la acentuación de su enfermedad, que le amenazaba en forma física y mental, siendo internado cuatro veces en el Charles B. Towns Hospital for Drug and Alcohol Addictions (Hospital Charles B. Towns para adicciones de drogas y alcohol). Su doctor, William Duncan Silkworth, tuvo una gran influencia en Wilson, ya que veía el alcoholismo como una enfermedad del cuerpo y del alma, más que como un problema de voluntad. En noviembre de 1934, logró abandonar la bebida en forma definitiva. Tras permanecer sobrio unos meses intentó ayudar a otros alcohólicos y hasta hoy su experiencia da resultado solamente a aquellos que de buena voluntad quieren un cambio en su vida, siguiendo paso a paso los principios de Alcohólicos Anónimos con éxito, día tras día.

## Alcohólicos Anónimos
El 11 de mayo de 1935, en un fallido viaje de negocios a la localidad de Akron, Ohio, en un intento de permanecer sobrio y no recaer en el consumo, Bill W. comenzó a llamar a sacerdotes y pastores de iglesias para que le presentaran un alcohólico para conversar. Finalmente, a través de Henrietta Seiberling, miembro de los grupos Oxford, a quien Bill no conocía, pudo conocer al doctor Robert Holbrook Smith (o doctor Bob), al día siguiente domingo 12 de mayo, ese sábado no fue posible porque el Dr. Bob estaba borracho, inconsciente bajo la mesa de su casa, con un gran ramo de flores que había comprado para su esposa por ser el Día de las Madres. El Dr.Bob pensaba darle sólo 15 minutos, y su primera reunión tardó horas. El Dr. Bob tuvo que ir a un congreso dos semanas después, tuvo una recaída en el consumo de alcohol. Fue ayudado por Anne su esposa, y Bill W, 3 días tardó la desintoxicación, finalmente el 10 de junio de 1935 el Dr. Bob permanece sobrio, se fijó aquí el inicio de Alcohólicos Anónimos. Ambos alcohólicos se ayudaron a permanecer sobrios y, tras descubrir su éxito, decidieron comenzar a ayudar a terceras personas. Pronto pudieron reunir un grupo y lograron crear algunas reglas de funcionamiento que los llevó a crear la organización "Alcohólicos Anónimos".

### Organizador
- Su figura, más conocida que la del Dr. Bob, se debe a su actuación de organizador, expansivo nato y de haberse vinculado con iglesias, asociaciones médicas y hombres de prensa. Su necrológica, impresa en la primera página del Times con foto y tres columnas, fue una suerte de reconocimiento de la sociedad.

### Escritor
- Escribió "Los doce pasos", un prospecto atípico de recuperación de alcohólicos y un acercamiento a una nueva vida, de calidad superior a la del bebedor compulsivo. Su primer libro, Alcohólicos Anónimos, escrito en 1939, marcó el nombre del movimiento. Este libro atesora la filosofía de A.A., experiencias e ideas de los fundadores. Bill escribió además cientos de artículos, en mayor porcentaje, para la revista mensual A.A. Grapevine.

### Un propósito cristalino
En "Legado de servicio de A.A.", Bill escribió: «Nuestro Duodécimo Paso, llevar el mensaje, es el servicio básico que presta la comunidad de A.A.; es nuestro principal objetivo y la razón primordial de nuestra existencia. Por lo tanto, A.A. es algo más que un conjunto de principios; es una sociedad de alcohólicos en acción. Debemos llevar el mensaje, pues, de no hacerlo, nosotros mismos podemos recaer y aquellos a quienes no se les ha comunicado la verdad, pueden perecer».